# Edward O'Brien (athlétisme)
Pour les articles homonymes, voir Edward O'Brien.
Edward Thomas « Eddie » O'Brien (né le 12 septembre 1914 à Somers Point et décédé le 15 septembre 1976 à Essex Fells) est un athlète américain spécialiste du 400 mètres. Affilié à l'US Navy, il mesurait 1,82 m pour 77 kg.

## Biographie

### Palmarès
| Date | Compétition           | Lieu   | Résultat | Performance  |
| ---- | --------------------- | ------ | -------- | ------------ |
| 1936 | Jeux olympiques d'été | Berlin | 2e       | 3 min 11 s 0 |

### Records
| Épreuve    | Performance | Lieu | Date |
| ---------- | ----------- | ---- | ---- |
| 400 mètres | 46 s 8      |      | 1936 |